# All Through the Years
All Through The Years es una canción del dúo del género electrónico Erasure publicada en su álbum I Say I Say I Say en 1994.

## Descripción
All Through The Years fue compuesta por Vince Clarke y Andy Bell.

## Datos adicionales
En el álbum Buried Treasure II se encuentra el demo de All Through The Years.